# Казачков, Алексей Юрьевич
Алексей Юрьевич Казачков (род. 14 мая 1991) — российский дзюдоист, бронзовый призёр чемпионатов России, победитель и призёр международных турниров, мастер спорта России. Выступает за клуб «Динамо» (Ставропольский край). Живёт в городе Михайловск (Ставропольский край).

## Спортивные результаты
- Первенство России по дзюдо среди юниоров 2009 года — ;
- Первенство России по дзюдо среди юниоров 2010 года — ;
- Первенство России по дзюдо среди молодёжи 2011 года — ;
- Первенство России по дзюдо среди молодёжи 2013 года — ;
- Открытый Кубок Африки, Касабланка, 2015 год — ;
- Чемпионат России по дзюдо 2014 года — ;
- Чемпионат России по дзюдо 2016 года — ;